# Agrothereutes montanus
Agrothereutes montanus là một loài tò vò trong họ Ichneumonidae.